# Manuela Mölgg

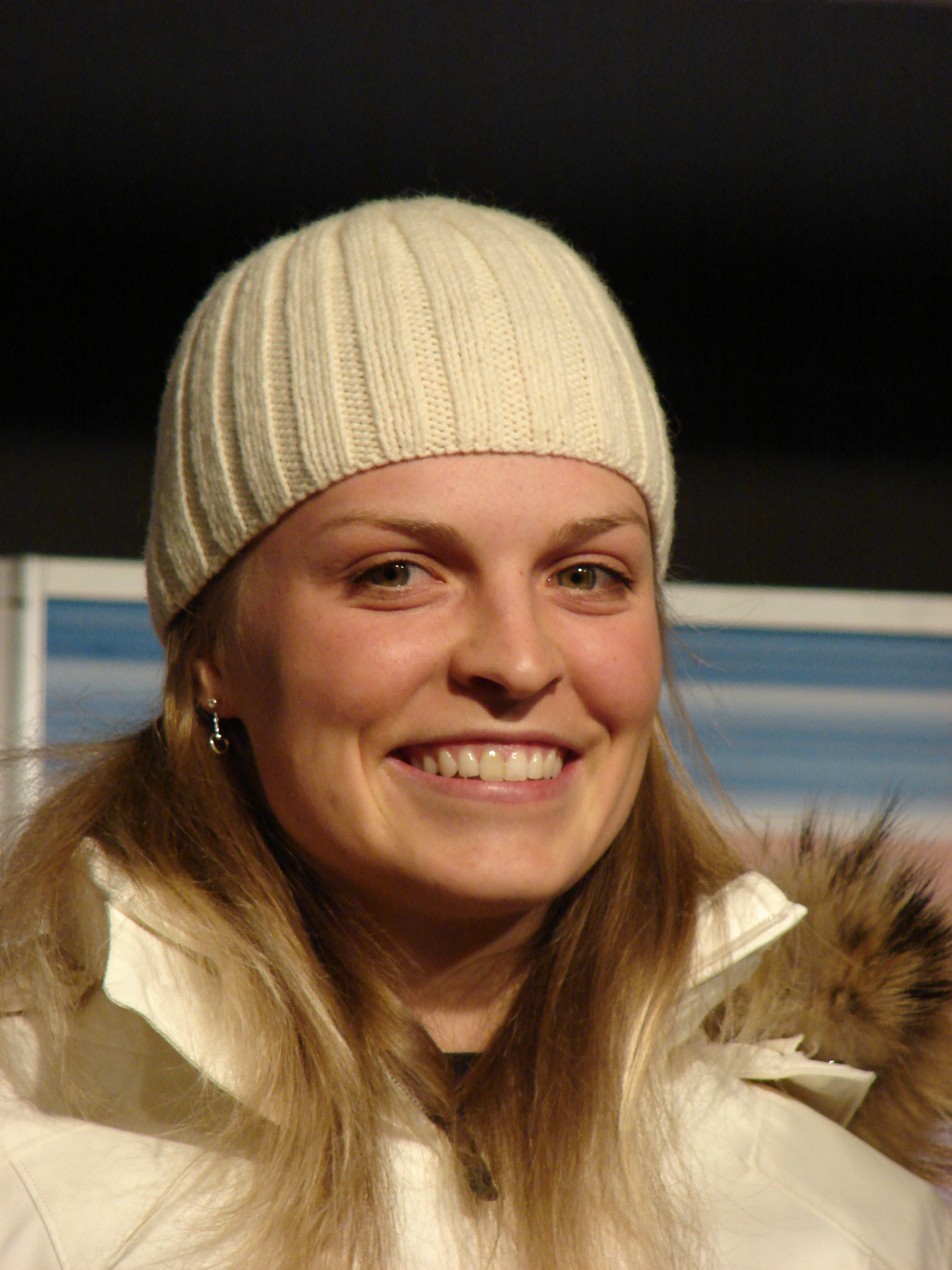
Manuela Mölgg

Manuela Mölgg, född 28 augusti 1983 i Brunico, Italien, är en italiensk före detta alpin skidåkare. Hon är syster till Manfred Mölgg.
Mölgg var under sin aktiva karriär slalom- och storslalomspecialist och tog sammanlagt 14 pallplaceringar i världscupen. Hon deltog i fem världsmästerskap. I Garmisch-Partenkirchen 2011 tog hon sjätte plats i både slalom och storslalom.
Hon avslutade karriären efter säsongen säsongen 2017/2018.